# Diachasmimorpha albigaster
Diachasmimorpha albigaster är en stekelart som först beskrevs av Fischer 1990.  Diachasmimorpha albigaster ingår i släktet Diachasmimorpha och familjen bracksteklar. Inga underarter finns listade i Catalogue of Life.